# Zwarte dwergmeerval
De zwarte dwergmeerval (Ameiurus melas) is een exotische vis die voorkomt in de wateren van Luxemburg en Nederland. In België lijken DNA analyses te bevestigen dat waarnemingen van de soort eigenlijk de bruine dwergmeerval betreffen (Ameiurus nebulosus).
Van oorsprong komt hij uit het oosten van de Verenigde Staten. De zwarte dwergmeerval kan een lengte bereiken van 20/30 cm met een maximum van 45 cm en kan tot 5 jaar oud worden.

## Invasieve exoot
De soort staat sinds 2022 op de Unielijst met invasieve exoten van de Europese Unie. Een soort die op deze lijst staat, mag onder andere niet worden verkocht en gehouden.

## Ecologische betekenis
De zwarte dwergmeerval kan zich in onze wateren voortplanten, het effect dat deze vis zal hebben is nog niet duidelijk. De zwarte dwergmeerval is voorzien van stekels die hij opzet als hij aangevallen wordt. De stekels zijn bovendien giftig.
Hij kan goed tegen troebel, zuurstofarm water.

### Vijvers en aquaria
De zwarte dwergmeerval is niet geschikt voor het gebruik in vijvers omdat hij 's nachts actief is en op de bodem niet opvalt. Bovendien zal hij als hij groter wordt vis eten. Hij is echter zeer geschikt voor in aquaria.
Er is een albinovariant bekend van deze vis.

### Visserslatijn
De vis laat zich makkelijk vangen en in Amerika wordt hij graag gegeten.

## Naam in andere talen
- Duits: Schwarzer Zwergwels
- Engels: Black bullhead
- Spaans: Bagre
- Zweeds: Svart dvärgmal